# Kościół św. Andrzeja w Iłówcu
Kościół św. Andrzeja – rzymskokatolicki kościół parafialny zlokalizowany w Iłówcu.

## Historia i architektura
Obiekt pochodzi z 1841 roku i jest późnoklasycystyczny. Wieżę dobudowano w 1902. Na elewacji wieży wisi tablica upamiętniająca 150-lecie świątyni. Przy wejściu na teren przykościelny stoi kolumna maryjna.

## Wnętrze
W ołtarzu głównym znajduje się gotycka rzeźba Matki Boskiej z Dzieciątkiem z ok. 1400, rokokowe ołtarze pochodzą z kościoła pobernardyńskiego w Kościanie. Nad ołtarzem głównym znajduje się barokowy obraz św. Andrzeja Apostoła, w ołtarzach bocznych znajdują się: w prawym obrazy św. Antoniego Padewskiego i św. Władysława Węgierskiego, w lewym św. Anny Samotrzeć i św. Kazimierza Królewicza.

## Galeria

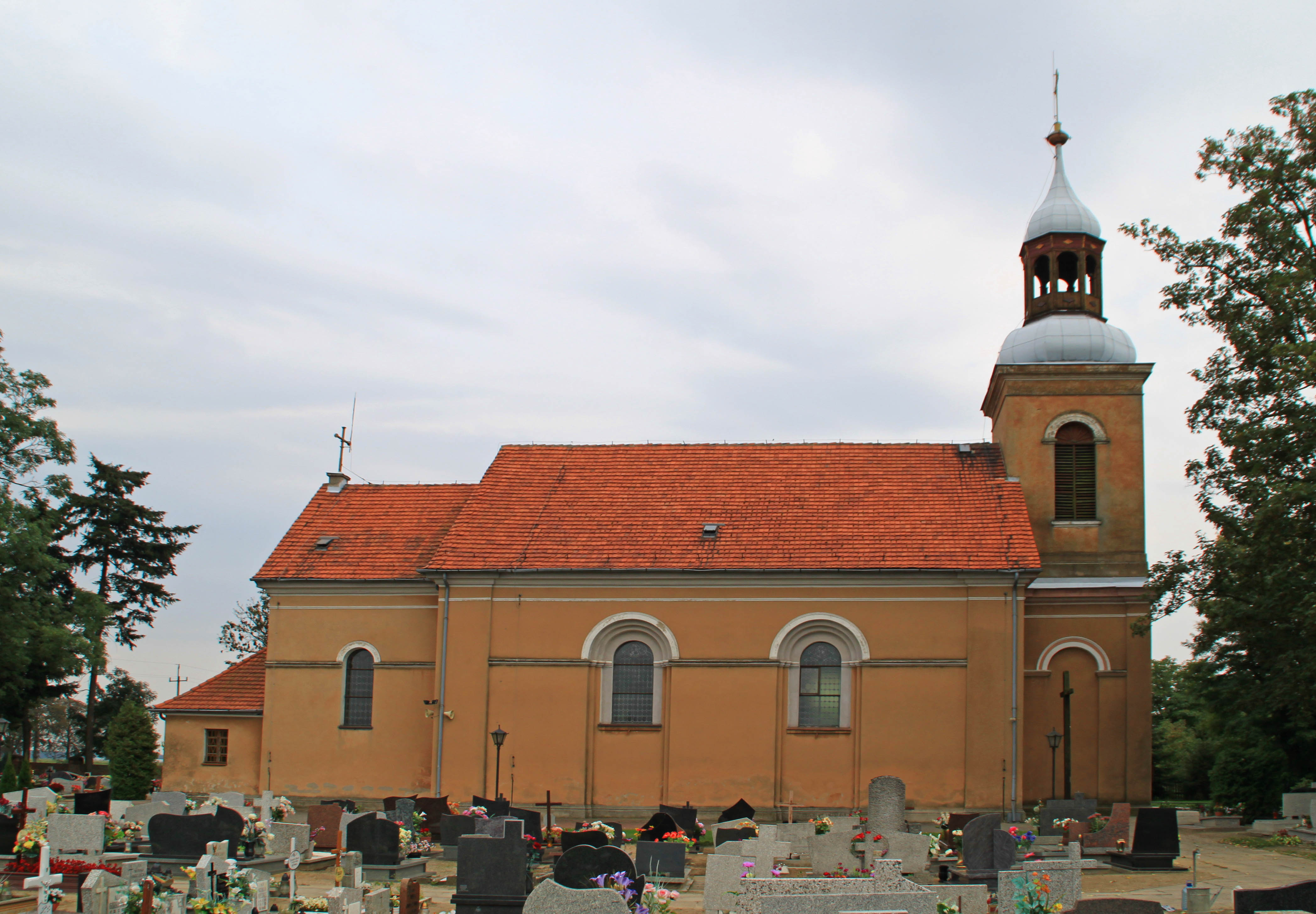
Elewacja boczna
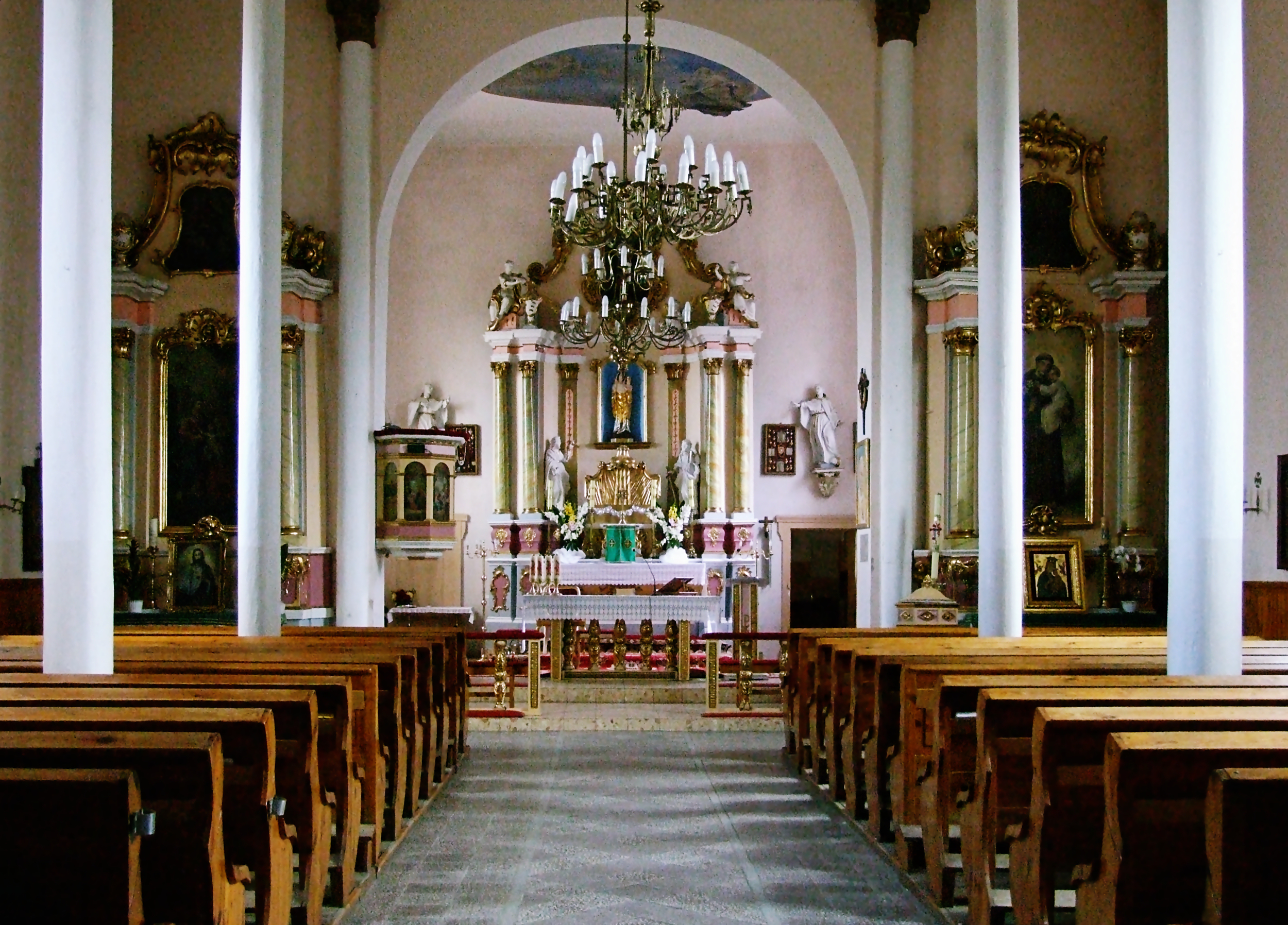
Wnętrze
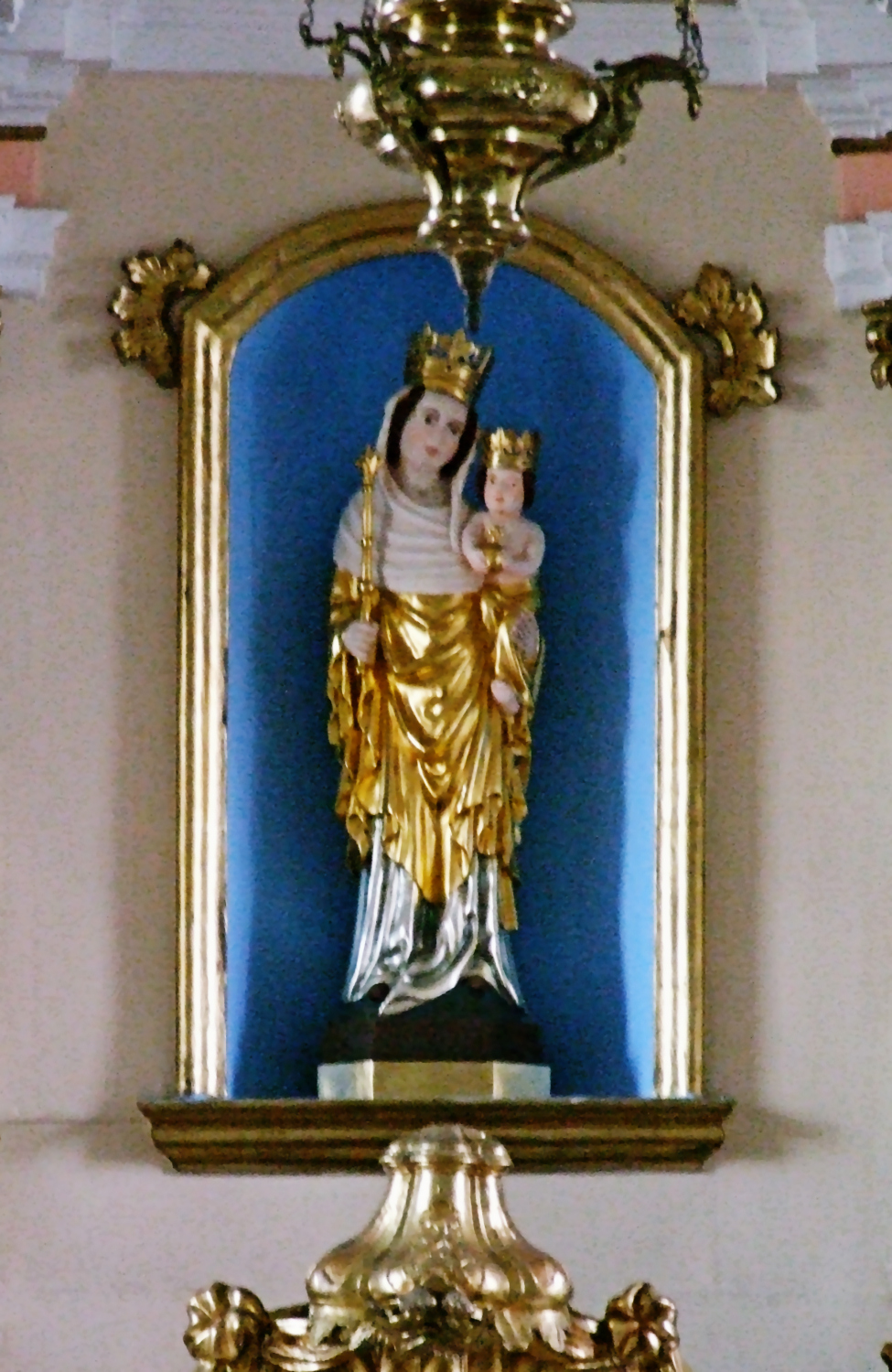
Rzeźba Matki Boskiej z Dzieciątkiem (ołtarz główny)